# Sakarya Tatankaları
I Sakarya Tatankaları sono la squadra di football americano dell'Università di Sakarya, in Turchia. Sono stati fondati nel 2002.

## Dettaglio stagioni

### Tornei nazionali

#### Campionato

##### 1. Lig
| Stagione | regular season | regular season | regular season | regular season | regular season | regular season | playoff | playoff | playoff | playoff | playoff | playoff    | playoff    |
|          | Vin            | Par            | Per            | Tot            | PF             | PS             | Vin     | Per     | Tot     | PF      | PS      | risultato  | avversaria |
| -------- | -------------- | -------------- | -------------- | -------------- | -------------- | -------------- | ------- | ------- | ------- | ------- | ------- | ---------- | ---------- |
| 2012-13  | 0              | 0              | 7              | 7              | 64             | 148            | -       | -       | -       | -       | -       | -          | -          |
| 2016     | 3              | 0              | 3              | 6              | 103            | 105            | 0       | 1       | 1       | 0       | 34      | Semifinale | Koç Rams   |
| 2017     | 6              | 0              | 1              | 7              | 194            | 80             | 1       | 1       | 2       | 45      | 76      | Finale     | Koç Rams   |
| 2018     | 4              | 0              | 3              | 7              | 137            | 105            | 0       | 1       | 1       | 14      | 39      | Semifinale | Koç Rams   |
| 2019     | 2              | 0              | 5              | 7              | 157            | 142            | -       | -       | -       | -       | -       | -          | -          |
| 2020     | 0              | 0              | 1              | 1              | 7              | 32             | -       | -       | -       | -       | -       | -          | -          |
| 2022     | 2              | 0              | 5              | 7              | 113            | 109            | -       | -       | -       | -       | -       | -          | -          |
| Totale   | 17             | 0              | 25             | 42             | 775            | 721            | 1       | 3       | 4       | 59      | 149     |            |            |

Fonti: Enciclopedia del Football - A cura di Massimo Mezzetti

##### 2. Lig
| Stagione | regular season | regular season | regular season | regular season | regular season | regular season | playoff | playoff | playoff | playoff | playoff | playoff   | playoff    |
|          | Vin            | Par            | Per            | Tot            | PF             | PS             | Vin     | Per     | Tot     | PF      | PS      | risultato | avversaria |
| -------- | -------------- | -------------- | -------------- | -------------- | -------------- | -------------- | ------- | ------- | ------- | ------- | ------- | --------- | ---------- |
| 2024     | 2              | 0              | 2              | 4              | 42             | 41             | -       | -       | -       | -       | -       | -         | -          |
| Totale   | 2              | 0              | 2              | 4              | 42             | 41             | -       | -       | -       | -       | -       |           |            |

Fonti: Enciclopedia del Football - A cura di Massimo Mezzetti

### Tornei internazionali

#### CEFL Cup
| Stagione | regular season | regular season | regular season | regular season | regular season | regular season | playoff | playoff | playoff | playoff | playoff | playoff    | playoff        |
|          | Vin            | Par            | Per            | Tot            | PF             | PS             | Vin     | Per     | Tot     | PF      | PS      | risultato  | avversaria     |
| -------- | -------------- | -------------- | -------------- | -------------- | -------------- | -------------- | ------- | ------- | ------- | ------- | ------- | ---------- | -------------- |
| 2018     | -              | -              | -              | -              | -              | -              | 0       | 1       | 1       | 28      | 568     | Semifinale | Beograd Vukovi |
| Totale   | -              | -              | -              | -              | -              | -              | 0       | 1       | 1       | 28      | 56      |            |                |

Fonti: Enciclopedia del Football - A cura di Massimo Mezzetti

### Riepilogo fasi finali disputate
| Anno           | Luogo | Evento   | Fase del torneo | Incontro                             | Risultato |
| 29 maggio 2016 |       | 1. Lig   | Semifinale      | Koç Rams - Sakarya Tatankaları       | 34 - 0    |
| 15 giugno 2017 |       | 1. Lig   | Finale          | Koç Rams - Sakarya Tatankaları       | 56 - 14   |
| 12 maggio 2018 |       | CEFL Cup | Semifinale      | Beograd Vukovi - Sakarya Tatankaları | 56 - 28   |
| 2 giugno 2018  |       | 1. Lig   | Semifinale      | Koç Rams - Sakarya Tatankaları       | 39 - 14   |